# Тонковид, Иван Сергеевич
Иван Сергеевич Тонковид (24.02.1914 — 02.11.2003) — командир отделения разведки 3-й батареи 1187-го истребительно-противотанкового артиллерийского полка (5-я истребительно-противотанковая артиллерийская бригада резерва Верховного Главнокомандования, 1-я гвардейская танковая армия, 1-й Белорусский фронт), старший сержант, участник боёв у озера Хасан и Великой Отечественной войны, кавалер ордена Славы трёх степеней.

## Биография
Родился 24 февраля 1914 года в селе Мытница ныне Васильковского района Киевской области (Украина) в крестьянской семье. Украинец. Переехал в город Николаев (Украина). Работал слесарем на судоремонтном заводе.
В 1937 году призван в Красную Армию. Участник боевых действий в районе озера Хасан в 1938 году. В 1939 году уволен в запас. После увольнения в запас вернулся на родину. Повторно призван в августе 1941 года. В действующей армии с мая 1942 года. Воевал на Северо-Кавказском, 1-м Прибалтийском и 1-м Белорусском фронтах. Принимал участие в битве за Кавказ, Витебско-Оршанской, Полоцкой, Шяуляйской, Рижской, Варшавско-Познанской и Берлинской наступательных операциях.
В ходе Новороссийско-Таманской наступательной операции при овладении станицей Курчанская и городом Темрюк Краснодарского края с 19 по 28 сентября 1943 года помощник командира взвода управления 3-й батареи 1187-го истребительно-противотанкового артиллерийского полка Отдельной Приморской армии старший сержант Иван Сергеевич Тонковид, находясь на передовом наблюдательном пункте, выявлял огневые средства и опорные пункты противника, корректировал огонь батареи по обнаруженным целям. Приказом командира полка награждён медалью «За отвагу».
В начале 1944 года полк, в котором служил И. С. Тонковид, был передислоцирован в полосу 1-го Прибалтийского фронта. В августе 1944 года в районе города Куршенай (ныне Шауляйский район Шауляйского уезда, Литва) противник нанёс контрудар по позициям наших войск. Командир отделения разведки батареи 1187-го истребительно- противотанкового артиллерийского полка (25-я отдельная истребительно- противотанковая артиллерийская бригада РВГК, 2-я гвардейская армия, 1-й Прибалтийский фронт) старший сержант Тонковид Иван Сергеевич 17 августа 1944 года в бою под населённым пунктом Кельме (Литва) своевременно выявил огневые средства и сосредоточение танков противника и передал целеуказания на КП батареи. В результате артналёта были выведены из строя 3 танка, штурмовое орудие, 75-мм пушка и истреблено большое количество вражеских солдат и офицеров. Отражая контратаки противника, Тонковид И. С. лично уничтожил 6 гитлеровцев.
Приказом командующего 2-й гвардейской армией от 21 сентября 1944 года старший сержант Тонковид Иван Сергеевич награждён орденом Славы 3-й степени.
В ходе Варшавско-Познанской наступательной операции старший сержант Тонковид И. С. 15 января 1945 года в боях в районе города Быдгощ (Польша), находясь на передовом наблюдательном пункте, обнаружил дзот противника, который по его указанию был уничтожен огнём батареи. 27 января 1945 года на дальних подступах к городу Шнайдемюль (ныне Пила, Польша) совместно с группой разведчиков пленил 5 вражеских автоматчиков, которые сообщили ценные сведения. Командиром полка И. С. Тонковид был представлен к награждению орденом Отечественной войны 2-й степени.
Приказом командующего войсками 1-го Белорусского фронта от 8 марта 1945 года старший сержант Тонковид Иван Сергеевич награждён орденом Славы 2-й степени.
В ходе Берлинской наступательной операции 19 апреля 1945 года на подступах к населённому пункту Марксдорф (ныне район Меркиш-Одерланд, земля Бранденбург, Германия) И. С. Тонковид, ведя разведку, обнаружил 6 штурмовых орудий и 3 огневые точки противника. Лично уничтожил 3 немецких солдат, вооружённых фаустпатронами. 23 апреля 1945 года на подступах к городу Берлин (Германия) обнаружил опорный пункт врага, оборудованный в каменном здании, который впоследствии был уничтожен артиллерийским огнём.
Указом Президиума Верховного Совета СССР от 15 мая 1946 года за образцовое выполнение боевых заданий командования в боях с немецко-фашистскими захватчиками на завершающем этапе Великой Отечественной войны старший сержант Тонковид Иван Сергеевич награждён орденом Славы 1-й степени.
В октябре 1945 года старшина И. С. Тонковид демобилизован. Вернулся в родное село. Работал фуражиром в колхозе. Умер 2 ноября 2003 года. Похоронен в селе Мытница Васильковский район Киевской области Украина.

## Награды
- Орден Отечественной войны I степени (11.03.1985)[5]

- Полный кавалер ордена Славы:
  - орден Славы I степени (15.05.1946)[6];
  - орден Славы II степени (08.03.1945)[7];
  - орден Славы III степени (21.09.1944)[8];
- медали, в том числе:
  - «За отвагу» (02.10.1943)[9];
  - «За освобождение Варшавы» (9.6.1945)[10];
  - «За оборону Кавказа» (23.4.1945)[11];
  - «За взятие Берлина» (9 мая 1945)[12];
  - «В ознаменование 100-летия со дня рождения Владимира Ильича Ленина» (6 апреля 1970)
  - «За победу над Германией в Великой Отечественной войне 1941—1945 гг.» (9 мая 1945[13])[14];

- - «20 лет Победы в Великой Отечественной войне 1941—1945 гг.» (7 мая 1965[15])
  - «30 лет Победы в Великой Отечественной войне 1941—1945 гг.»[16]
  - 40 лет Победы в Великой Отечественной войне 1941—1945 гг.[17]
  - Юбилейная медаль «50 лет Победы в Великой Отечественной войне 1941—1945 гг.»[18]
  - «30 лет Советской Армии и Флота»[19]
  - «40 лет Вооружённых Сил СССР»[20]

- - «50 лет Вооружённых Сил СССР» (26 декабря 1967[21])
- Знак «25 лет победы в Великой Отечественной войне» (1970)

## Память
- На могиле установлен надгробный памятник
- Его имя увековечено в Главном Храме Вооружённых сил России, и навсегда запечатлено на мемориале «Дорога памяти»